# Josefa Idem
Josefa Idem (n. 23 septembrie 1964, Goch, Republica Federală Germania, Germania) este o politiciană ce a reprezentat Germania, medaliată olimpică. A participat la 8 ediții ale Jocurilor Olimpice (1984, 1988, 1992, 1996, 2000, 2004, 2008, 2012) în care a câștigat o medalie de aur, două medalii de argint și două medalii de bronz.